# François Burland
Pour les articles homonymes, voir Burland.
François Burland, né le 18 août 1958, est un artiste plasticien suisse.

## Biographie
François Burland naît en 1958 à Lausanne.
Il expose et entre dans les collections dès 1980, notamment la collection d'art de la Ville de Lausanne, et la Collection de l'art brut à Lausanne.
Depuis 2011, François Burland est responsable auprès de l'association Nela, active auprès de jeunes migrants mineurs non-accompagnés (MNA) afin de les aider à s'insérer dans le monde du travail.
Il est connu pour ses créatures mythologiques.
En 1996 il reçoit le prix de la Fondation Irène Reymond et en 2013 il reçoit le prix de la Fondation Edouard et Marcel Sandoz. La même année lors d’une soirée à la Collection de l’art brut à Lausanne, il reçoit la Distinction Jacqueline Oyex.

## Distinctions
- 1996 : Fondation Irène Reymond
- 2013 : prix FEMS

## Expositions
- 2006, Fribourg[9].
- 2007, Avenches[10].
- En 2011 il construit un engin décoré aux armes de l’Union soviétique qu'il expose à Neuchâtel[11].
- 2019, Galleria Rizomi de Parme (avec Simone Pellegrini)[12].

## Publications
- Avec Gard, J., Jaunin, F., Thévoz, M., Cofrini, F., & Manoir de la ville de Martigny, Les Baleines du Ténéré (catalogue d'exposition / Manoir de la Ville de Martigny 60), Lausanne, éd. Rivolta, 1998.
- André Ourednik et François Burland, Atomik submarine : récit pour le véhicule utopique de François Burland, Lausanne, art&fiction, 2018, 216 p. (ISBN 978-2-940570-52-2)